# Sriracha

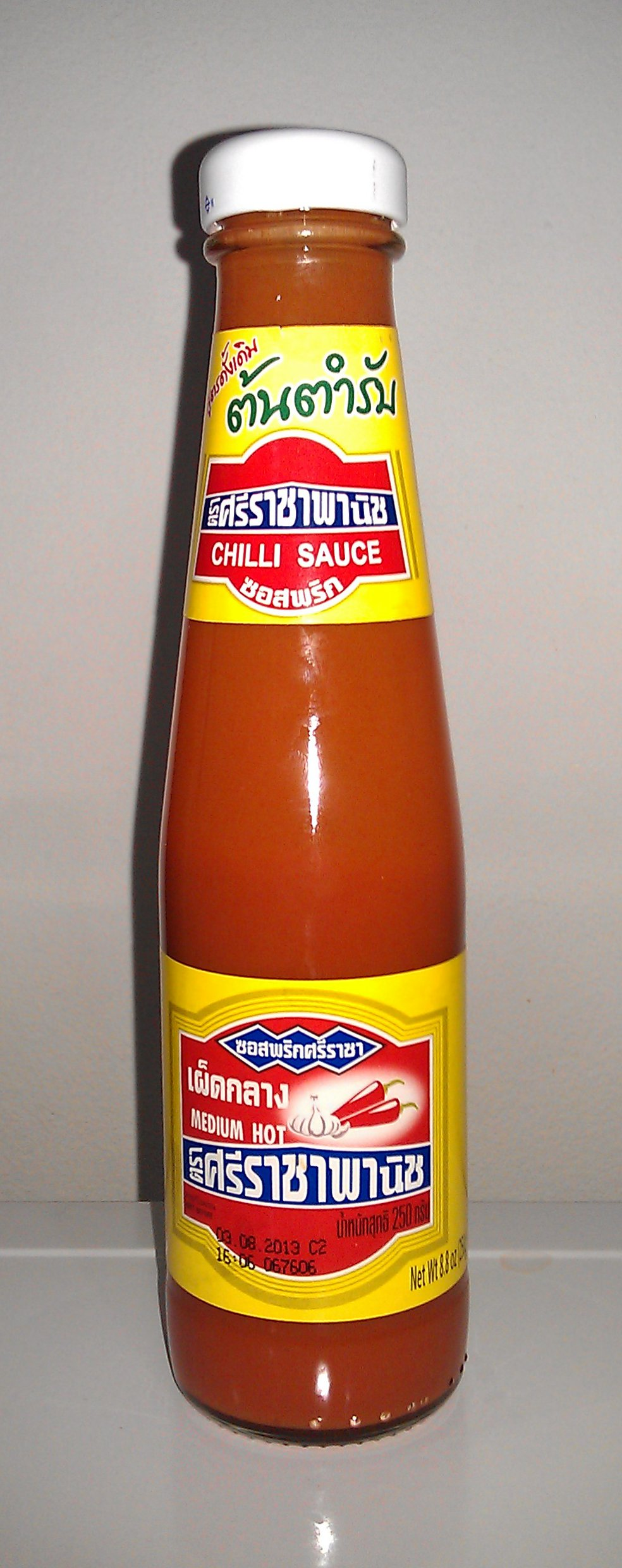
Sriracha-saus geproduceerd door Thai Theparos Food Products PCL

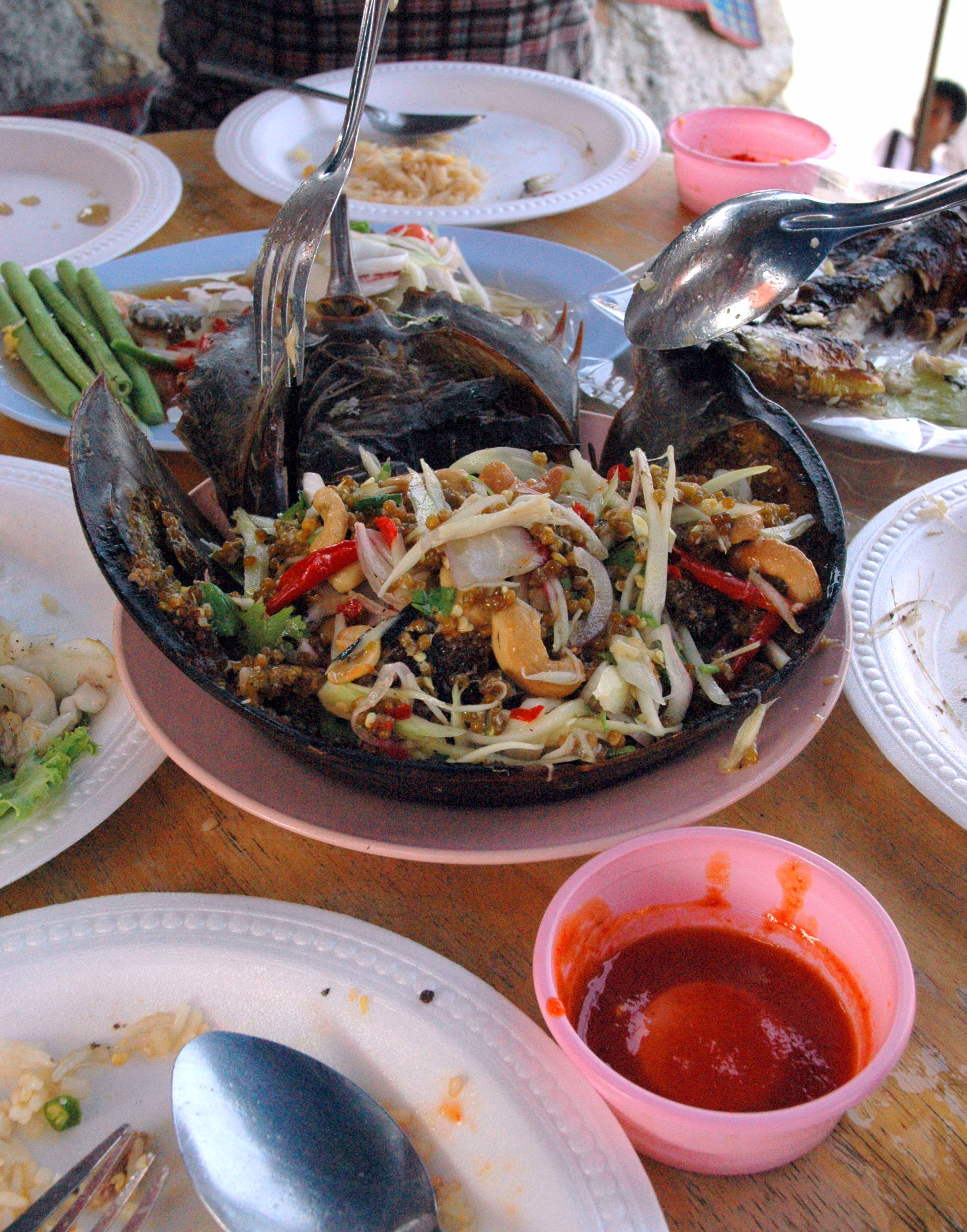
Degenkrab geserveerd met sriracha-saus in de stad Si Racha

Sriracha (Thai: ศรีราชา) is een scherpe chilisaus vernoemd naar de kuststad Si Racha in het district Amphoe Si Racha in Thailand. In Si Racha werd de saus voor het eerst geproduceerd en toegepast in lokale visrestaurants. Sriracha wordt vervaardigd uit chilipeper, azijn, knoflook, suiker en keukenzout.
Gemeten volgens de schaal van Scoville zit sriracha-saus tussen de 1.000 en 2.500 SHU.

## Productie en smaak
De smaak van sriracha-saus wordt gedomineerd door het hoofdingrediënt chilipeper. De overige bestanddelen dragen bij aan een scherpe, zoete en kruidige smaak. Inmiddels bestaan er soorten sriracha met verschillende smaakrichtingen en scherptegraden.
Sriracha heeft ingang gevonden in vele Aziatische landen alsmede de Verenigde Staten.
In Californië is Huy Fong Foods een grote producent van sriracha.

## Culinair gebruik
Sriracha wordt vaak gebruikt als dipsaus, vooral bij zeevruchten. Door de veelzijdige toepassingsmogelijkheden als scherpe saus komt sriracha in verscheidene keukens terug, bijvoorbeeld als smaakmaker in Aziatische soep of als vervanger van ketchup bij friet. Ook bij döner kebab en gebakken noedelgerechten wordt de saus in toenemende mate gebruikt.